# KingFisher's Roost
KingFisher's Roost è un film muto del 1921 diretto, scritto e sceneggiato da Louis Chaudet e Paul Hurst.

## Trama
Dopo una rapina, Barr Messenger scappa in Messico, accusato ingiustamente di essere un ladro di bestiame. La sua ragazza, Betty Brownlee, è coinvolta pure lei in un furto. Dalla ditta in cui lei lavora, infatti, scompaiono diecimila dollari. Tutti pensano che la ragazza sia la colpevole. Anche Betty trova rifugio in Messico, andando a lavorare nel saloon di "Red" McGee, uno scagnozzo di Bull Keeler, il capo di una banda di malviventi. Si scoprirà che la vera ladra non è Betty, bensì sua sorella. Barr salverà la sua ragazza quando la banda Kingfisher cercherà di rapirla. Nel contempo, si troveranno le prove dell'innocenza di Barr e della colpevolezza dei banditi.

## Produzione
Il film fu prodotto dalla Pinnacle Productions.

## Distribuzione
Distribuito dalla Pinnacle Productions, uscì nelle sale cinematografiche USA nel settembre 1921.
Il film viene citato in Moving Picture World, dove appare la trama della storia (13 maggio 1922)